# بنجامين ستيفنسون
بنجامين ستيفنسون (بالإنجليزية: Benjamin Stephenson)‏ هو سياسي أمريكي، ولد في 8 يوليو 1769، وتوفي في 10 أكتوبر 1822 في إدوردسفيل في الولايات المتحدة.